# Aachener Turn- und Sportverein Alemannia 1900 1968-1969
Questa voce raccoglie le informazioni riguardanti l'Aachener Turn- und Sportverein Alemannia 1900 nelle competizioni ufficiali della stagione 1968-1969.

## Stagione
Nella stagione 1968-1969 l'Alemannia, allenato da Michael Pfeiffer, concluse il campionato di Bundesliga al 2º posto. In Coppa di Germania l'Alemannia fu eliminato ai quarti di finale dallo Schalke 04.

## Rosa
| N. |                     | Ruolo | Calciatore          |
| -- | ------------------- | ----- | ------------------- |
|    | Germania (bandiera) | P     | Günter Knops        |
|    | Germania (bandiera) | P     | Gerhard Prokop      |
|    | Germania (bandiera) | P     | Werner Scholz       |
|    | Germania (bandiera) | P     | Heinz Schors        |
|    | Germania (bandiera) | D     | Erwin Hermandung    |
|    | Ungheria (bandiera) | D     | Barnabas Liebhaber  |
|    | Germania (bandiera) | D     | Werner Nievelstein  |
|    | Germania (bandiera) | D     | Rolf Pawellek       |
|    | Germania (bandiera) | D     | Peter Schöngen      |
|    | Germania (bandiera) | D     | Josef Thelen        |
|    | Germania (bandiera) | C     | Karl-Heinz Bechmann |
|    | Germania (bandiera) | C     | Erwin Hoffmann      |

| N. |                     | Ruolo | Calciatore        |
| -- | ------------------- | ----- | ----------------- |
|    | Germania (bandiera) | C     | Josef Martinelli  |
|    | Germania (bandiera) | C     | Werner Pöhler     |
|    | Germania (bandiera) | C     | Christoph Walter  |
|    | Belgio (bandiera)   | A     | Roger Claessen    |
|    | Germania (bandiera) | A     | Herbert Gronen    |
|    | Germania (bandiera) | A     | Wolfgang Habich   |
|    | Romania (bandiera)  | A     | Ion Ionescu       |
|    | Germania (bandiera) | A     | Jupp Kapellmann   |
|    | Germania (bandiera) | A     | Kalle Klostermann |
|    | Germania (bandiera) | A     | Karl-Heinz Krott  |
|    | Germania (bandiera) | A     | Karl-Heinz Sell   |
|    | Germania (bandiera) | A     | Werner Tenbruck   |

## Organigramma societario
Area tecnica
- Allenatore: Michael Pfeiffer
- Allenatore in seconda:
- Preparatore dei portieri:
- Preparatori atletici:

## Calciomercato

### Sessione estiva
| Acquisti | Acquisti           | Acquisti              | Acquisti |
| R.       | Nome               | da                    | Modalità |
| -------- | ------------------ | --------------------- | -------- |
| A        | Roger Claessen     | Standard Liegi        |          |
| A        | Ion Ionescu        | Rapid Bucarest        |          |
| D        | Barnabas Liebhaber | Vasas                 |          |
| C        | Werner Pöhler      | 1. FC Mönchengladbach |          |
| P        | Werner Scholz      | Hamborn 07            |          |
| A        | Werner Tenbruck    | VfR Neuss             |          |

| Cessioni | Cessioni              | Cessioni          | Cessioni |
| R.       | Nome                  | a                 | Modalità |
| -------- | --------------------- | ----------------- | -------- |
| A        | Juan-Carlos Borteiro  | Eintracht Treviri |          |
| A        | Hans-Jürgen Ferdinand | Chiasso           |          |
| A        | Alfred Glenski        | Bonner            |          |
| A        | Wolfgang Klöckner     | Bonner            |          |
| C        | Willi Krieger         | Bonner            |          |
| D        | Horacio Troche        | Bonner            |          |

## Risultati

### Bundesliga

#### Girone di andata
| Arbitro: | Redelfs |

|                   |           |                                          |
| Walter 63’ (aut.) | Marcatori | 20’ Hermandung 22’, 48’, 55’ Klostermann |

| Arbitro: | Horstmann |

|                                    |           |                        |
| Claessen 16’, 74’ Ionescu 18’, 45’ | Marcatori | 12’ Huberts 68’ Bellut |

| Arbitro: | Schulz |

|           |           |              |
| Nuber 87’ | Marcatori | 52’ Claessen |

| Arbitro: | Schreiner |

|                                                |           |  |
| Hermandung 8’, 25’ Klostermann 33’ Ionescu 80’ | Marcatori |  |

| Arbitro: | Spinnler |

|                                 |           |                            |
| Netzer 42’ (rig.) Ackermann 86’ | Marcatori | 58’ Klostermann 65’ Thelen |

| Arbitro: | Tschenscher |

|              |           |                                    |
| Claessen 76’ | Marcatori | 16’, 74’ Weiß 25’ Polywka 27’ Maas |

| Arbitro: | Binder |

|                                        |           |                              |
| Skoblar 2’, 28’, 59’ Heynckes 14’, 32’ | Marcatori | 70’ (rig.) Hoffmann 80’ Sell |

| Arbitro: | Biwersi |

|                      |           |                            |
| Entenmann 55’ (aut.) | Marcatori | 9’, 25’ Weidmann 15’ Mayer |

| Arbitro: | Betz |

|                                |           |          |
| Hasebrink 3’ Klimaschefski 83’ | Marcatori | 25’ Sell |

| Arbitro: | Herden |

|                         |           |                                   |
| Kapellmann 23’ Sell 58’ | Marcatori | 4’, 33’, 54’ Ohlhauser 88’ Müller |

| Monaco di Baviera 26 ottobre 1968, ore 15:30 CET 11ª giornata | Monaco 1860 | 0 – 0 referto | Alemannia Aquisgrana | Stadion an der Grünwalder Straße (7 000 spett.)\| Arbitro: \| Regely \| |
| Arbitro:                                                      | Regely      |               |                      |                                                                         |

| Arbitro: | Handwerker |

|                              |           |               |
| Klostermann 12’ Claessen 46’ | Marcatori | 21’ Bjørnmose |

| Arbitro: | Frickel |

|                             |           |  |
| Hönig 28’, 57’ Kurbjuhn 89’ | Marcatori |  |

| Arbitro: | Ohmsen |

|  |           |          |
|  | Marcatori | 56’ Held |

| Arbitro: | Heumann |

|                                          |           |            |
| Hermandung 30’, 57’, 61’ Klostermann 36’ | Marcatori | 87’ Becher |

| Arbitro: | Tschenscher |

|            |           |                                  |
| Biskup 90’ | Marcatori | 13’ Pawellek 85’ (rig.) Hoffmann |

| Aquisgrana 7 dicembre 1968, ore 19:30 CET 17ª giornata | Alemannia Aquisgrana | 0 – 0 referto | Hertha Berlino | Stadio Tivoli (15 000 spett.)\| Arbitro: \| Seiler \| |
| Arbitro:                                               | Seiler               |               |                |                                                       |

#### Girone di ritorno
| Arbitro: | Ott |

|                                                          |           |                        |
| Claessen 47’ Walter 65’ Hansen 69’ (aut.) Hermandung 75’ | Marcatori | 12’ Müller 83’ Nüssing |

| Arbitro: | Deuschel |

|  |           |              |
|  | Marcatori | 20’ Claessen |

| Arbitro: | Fritz |

|              |           |                       |
| Pawellek 37’ | Marcatori | 27’ Siber 32’ Schmitt |

| Arbitro: | Schulenburg |

|           |           |                |
| Gecks 82’ | Marcatori | 54’ Hermandung |

| Arbitro: | Tschenscher |

|                             |           |             |
| Ionescu 20’ Klostermann 44’ | Marcatori | 34’ Schäfer |

| Arbitro: | Geng |

|                         |           |  |
| Berg 71’ Saborowski 77’ | Marcatori |  |

| Arbitro: | Ott |

|                      |           |  |
| Klostermann 60’, 87’ | Marcatori |  |

| Arbitro: | Linn |

|                         |           |                |
| Gress 72’ Haug 74’, 78’ | Marcatori | 70’ Kapellmann |

| Arbitro: | Heckeroth |

|          |           |  |
| Sell 53’ | Marcatori |  |

| Arbitro: | Ohmsen |

|                |           |                 |
| Brenninger 64’ | Marcatori | 20’ Klostermann |

| Arbitro: | Basedow |

|                                            |           |  |
| Ionescu 20’, 86’ Hermandung 25’ Gronen 68’ | Marcatori |  |

| Arbitro: | Heumann |

|           |           |                           |
| Görts 25’ | Marcatori | 70’ Claessen 74’ Pawellek |

| Arbitro: | Regely |

|                                    |           |  |
| Hermandung 66’ Hoffmann 80’ (rig.) | Marcatori |  |

| Arbitro: | Basedow |

|                            |           |                |
| Emmerich 23’ Held 70’, 84’ | Marcatori | 78’ Hermandung |

| Arbitro: | Schäfer |

|                                          |           |                |
| Pohlschmidt 43’, 68’ Słomiany 80’ (rig.) | Marcatori | 4’ Klostermann |

| Arbitro: | Aldinger |

|                            |           |                |
| Ionescu 31’ Martinelli 65’ | Marcatori | 55’ Jendrossek |

| Arbitro: | Redelfs |

|  |           |              |
|  | Marcatori | 25’ Claessen |

### Coppa di Germania
| Arbitro: | Schröck |

|  |           |                 |
|  | Marcatori | 82’ Klostermann |

| Arbitro: | Aldinger |

|                            |           |  |
| Gronen 50’ Klostermann 53’ | Marcatori |  |

| Arbitro: | Siebert |

|                            |           |  |
| van Haaren 3’ Wittkamp 68’ | Marcatori |  |

## Statistiche

### Statistiche di squadra
| Competizione      | Punti | In casa | In casa | In casa | In casa | In casa | In casa | In trasferta | In trasferta | In trasferta | In trasferta | In trasferta | In trasferta | Totale | Totale | Totale | Totale | Totale | Totale | DR |
| Competizione      | Punti | G       | V       | N       | P       | Gf      | Gs      | G            | V            | N            | P            | Gf           | Gs           | G      | V      | N      | P      | Gf     | Gs     | DR |
| ----------------- | ----- | ------- | ------- | ------- | ------- | ------- | ------- | ------------ | ------------ | ------------ | ------------ | ------------ | ------------ | ------ | ------ | ------ | ------ | ------ | ------ | -- |
| Bundesliga        | 38    | 17      | 11      | 1       | 5       | 36      | 22      | 17           | 5            | 5            | 7            | 21           | 29           | 34     | 16     | 6      | 12     | 57     | 51     | +6 |
| Coppa di Germania | -     | 1       | 1       | 0       | 0       | 2       | 0       | 2            | 1            | 0            | 1            | 1            | 2            | 3      | 2      | 0      | 1      | 3      | 2      | +1 |
| Totale            | 38    | 18      | 12      | 1       | 5       | 38      | 22      | 19           | 6            | 5            | 8            | 22           | 31           | 37     | 18     | 6      | 13     | 60     | 53     | +7 |

### Andamento in campionato
| Giornata  | 1 | 2 | 3 | 4 | 5 | 6 | 7 | 8 | 9  | 10 | 11 | 12 | 13 | 14 | 15 | 16 | 17 | 18 | 19 | 20 | 21 | 22 | 23 | 24 | 25 | 26 | 27 | 28 | 29 | 30 | 31 | 32 | 33 | 34 |
| --------- | - | - | - | - | - | - | - | - | -- | -- | -- | -- | -- | -- | -- | -- | -- | -- | -- | -- | -- | -- | -- | -- | -- | -- | -- | -- | -- | -- | -- | -- | -- | -- |
| Luogo     | T | C | T | C | T | C | T | C | T  | C  | T  | C  | T  | C  | C  | T  | C  | C  | T  | C  | T  | C  | T  | C  | T  | C  | T  | C  | T  | C  | T  | T  | C  | T  |
| Risultato | V | V | N | V | N | P | P | P | P  | P  | N  | V  | P  | P  | V  | V  | N  | V  | V  | P  | N  | V  | P  | V  | P  | V  | N  | V  | V  | V  | P  | P  | V  | V  |
| Posizione | 1 | 1 | 2 | 2 | 2 | 4 | 4 | 8 | 10 | 14 | 12 | 10 | 14 | 16 | 13 | 10 | 10 | 9  | 7  | 8  | 8  | 8  | 8  | 7  | 7  | 7  | 7  | 7  | 5  | 4  | 5  | 6  | 3  | 2  |

Legenda:

Luogo: C = Casa; T = Trasferta. Risultato: V = Vittoria; N = Pareggio; P = Sconfitta.

### Statistiche dei giocatori
| Giocatore      | Bundesliga | Bundesliga | Bundesliga  | Bundesliga | Coppa di Germania | Coppa di Germania | Coppa di Germania | Coppa di Germania | Totale   | Totale | Totale      | Totale     |
| Giocatore      | Presenze   | Reti       | Ammonizioni | Espulsioni | Presenze          | Reti              | Ammonizioni       | Espulsioni        | Presenze | Reti   | Ammonizioni | Espulsioni |
| -------------- | ---------- | ---------- | ----------- | ---------- | ----------------- | ----------------- | ----------------- | ----------------- | -------- | ------ | ----------- | ---------- |
| K. Bechmann    | 11         | 0          | 0           | 0          | 0                 | 0                 | 0                 | 0                 | 11       | 0      | 0           | 0          |
| R. Claessen    | 29         | 9          | 0           | 0          | 2                 | 0                 | 0                 | 0                 | 31       | 9      | 0           | 0          |
| H. Gronen      | 24         | 1          | 0           | 0          | 2                 | 1                 | 0                 | 0                 | 26       | 2      | 0           | 0          |
| W. Habich      | 1          | 0          | 0           | 0          | 0                 | 0                 | 0                 | 0                 | 1        | 0      | 0           | 0          |
| E. Hermandung  | 33         | 11         | 0           | 0          | 3                 | 0                 | 0                 | 0                 | 36       | 11     | 0           | 0          |
| E. Hoffmann    | 30         | 3          | 0           | 0          | 3                 | 0                 | 0                 | 0                 | 33       | 3      | 0           | 0          |
| I. Ionescu     | 24         | 7          | 0           | 0          | 2                 | 0                 | 0                 | 0                 | 26       | 7      | 0           | 0          |
| J. Kapellmann  | 21         | 2          | 0           | 0          | 2                 | 0                 | 0                 | 0                 | 23       | 2      | 0           | 0          |
| K. Klostermann | 34         | 12         | 0           | 0          | 3                 | 2                 | 0                 | 0                 | 37       | 14     | 0           | 0          |
| G. Knops       | 0          | 0          | 0           | 0          | 0                 | 0                 | 0                 | 0                 | 0        | 0      | 0           | 0          |
| K. Krott       | 7          | 0          | 0           | 0          | 1                 | 0                 | 0                 | 0                 | 8        | 0      | 0           | 0          |
| B. Liebhaber   | 0          | 0          | 0           | 0          | 0                 | 0                 | 0                 | 0                 | 0        | 0      | 0           | 0          |
| J. Martinelli  | 28         | 1          | 0           | 0          | 3                 | 0                 | 0                 | 0                 | 31       | 1      | 0           | 0          |
| W. Nievelstein | 14         | 0          | 0           | 0          | 3                 | 0                 | 0                 | 0                 | 17       | 0      | 0           | 0          |
| R. Pawellek    | 32         | 3          | 0           | 1          | 3                 | 0                 | 0                 | 0                 | 35       | 3      | 0           | 1          |
| G. Prokop      | 5          | 0          | 0           | 0          | 1                 | 0                 | 0                 | 0                 | 6        | 0      | 0           | 0          |
| W. Pöhler      | 2          | 0          | 0           | 0          | 0                 | 0                 | 0                 | 0                 | 2        | 0      | 0           | 0          |
| W. Scholz      | 30         | 0          | 0           | 0          | 3                 | 0                 | 0                 | 0                 | 33       | 0      | 0           | 0          |
| H. Schors      | 0          | 0          | 0           | 0          | 0                 | 0                 | 0                 | 0                 | 0        | 0      | 0           | 0          |
| P. Schöngen    | 2          | 0          | 0           | 0          | 0                 | 0                 | 0                 | 0                 | 2        | 0      | 0           | 0          |
| K. Sell        | 19         | 4          | 0           | 0          | 0                 | 0                 | 0                 | 0                 | 19       | 4      | 0           | 0          |
| W. Tenbruck    | 7          | 0          | 0           | 0          | 0                 | 0                 | 0                 | 0                 | 7        | 0      | 0           | 0          |
| J. Thelen      | 34         | 1          | 0           | 0          | 3                 | 0                 | 0                 | 0                 | 37       | 1      | 0           | 0          |
| C. Walter      | 31         | 1          | 0           | 0          | 3                 | 0                 | 0                 | 0                 | 34       | 1      | 0           | 0          |